# Pseudothyrsocera signata
Pseudothyrsocera signata är en kackerlacksart som först beskrevs av Brunner von Wattenwyl 1865.  Pseudothyrsocera signata ingår i släktet Pseudothyrsocera och familjen småkackerlackor.
Artens utbredningsområde är Filippinerna. Inga underarter finns listade i Catalogue of Life.